# 548

## Esdeveniments
- setembre - Itàlia: El general Belisari ha de deixar la seva campanya contra els ostrogots per tornar amb urgència cap a Constantinoble.
- Toledo (Regne de Toledo): Amb la mort del rei Teudis, és succeït per Teudisel.
- Reims (Austràsia): Teodobald hereta del seu pare Teodobert I la corona merovingia.
- Numídia: L'emperador romà d'Orient Justinià I n'acaba la conquesta dels vàndals.

## Naixements
- Regne de Powys (Gal·les): Sant Tysilio, príncep i bisbe.

## Necrològiques
- 28 de juny - Constantinoble: Teodora, emperadriu romana d'Orient amb el seu espòs Justinià I, de càncer.
- Toledo (Regne de Toledo): Teudis, rei visigot, assassinat.
- Reims (Austràsia): Teodobert I, rei merovingi.
- Coserans (Gàl·lia): Sant Lliceri, bisbe de la ciutat.